# آکیرا سوزوکی
آکیرا سوزوکی (نام به ژاپنی: 鈴木 章) شیمیدان ژاپنی است که به همراه ریچارد هک و ای ایچی نگیشی برنده جایزه نوبل شیمی سال ۲۰۱۰ شد. او به خاطر ارائه واکنش سوزوکی در سال ۱۹۷۹ مشهور شد.

## زندگی‌نامه
سوزوکی مدرک دکترای خود را در سال ۱۹۵۹ از دانشگاه هوکایدو گرفت و در همان سال به عنوان استادیار عضو هیئت علمی این دانشگاه شد. او به ایالات متحده رفت و میان سال‌های ۱۹۶۳ تا ۱۹۶۵ در آزمایشگاه هربرت براون در دانشگاه پردو به پژوهش پرداخت. او در سال ۱۹۷۳ استاد تمام دانشگاه هوکایدو گشت و تا هنگام بازنشستگی در سال ۱۹۹۴ در آن دانشگاه به کار پرداخت.
بنیاد نوبل به خاطر «کوپل‌های با کاتالیزور پالادیوم در سنتز آلی» جایزه نوبل شیمی سال ۲۰۱۰ را به او اهدا کرد. او در پس از دریافت جایزه نوبل گفت که «برای کشوری همچون ژاپن که از فقر منابع طبیعی رنج می‌برد، کار ویژه بر به دست آوردن و گسترش دانش مهم است، چرا که تنها راهی که می‌تواند از آن به رشد برسد از تلاش مردمش برای گسترش دانایی می‌گذرد.»